# حوزه انتخابیه چهارم مینه‌سوتا

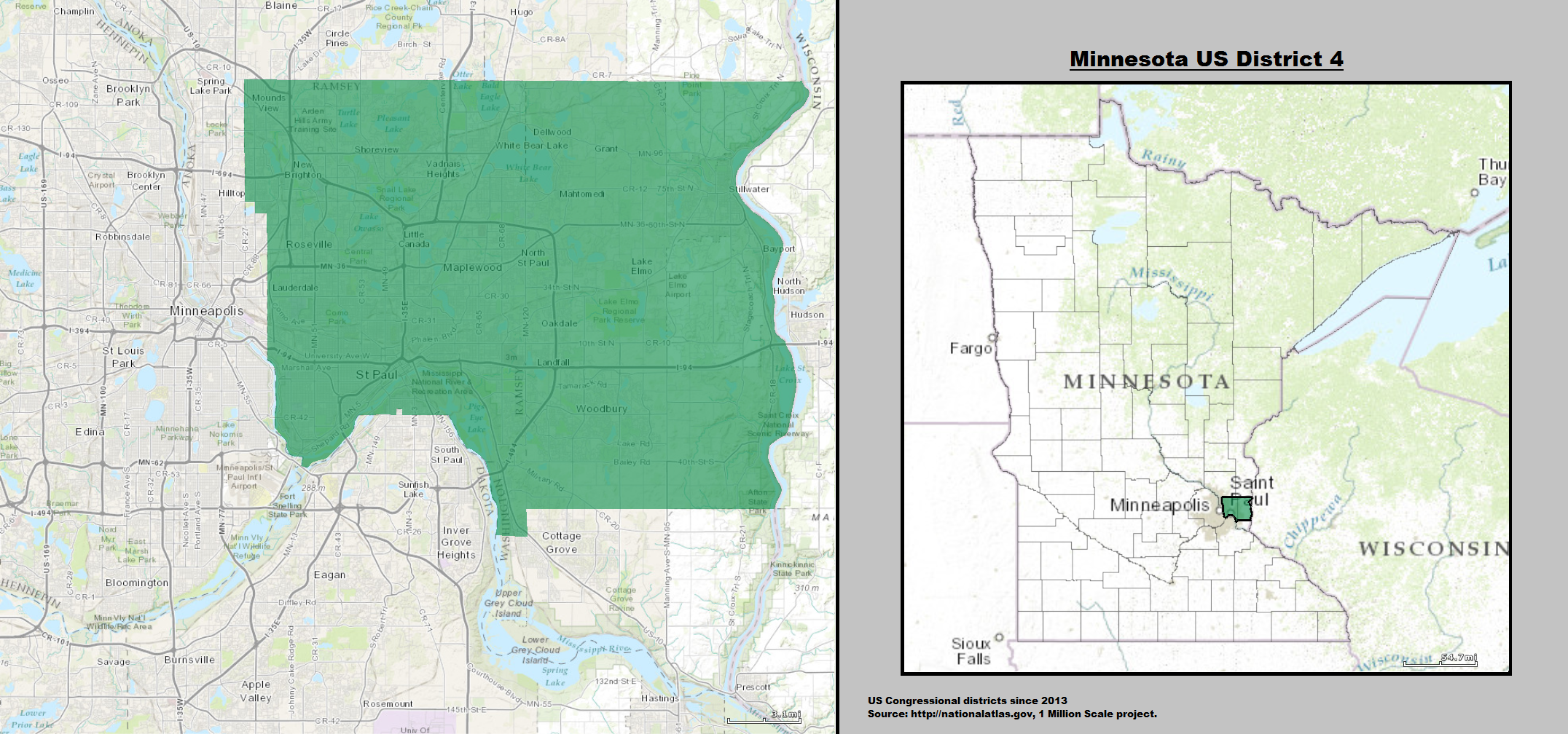
حوزه انتخابیه چهارم مینه‌سوتا

حوزه انتخابیه چهارم مینه‌سوتا یک حوزه انتخابیه مجلس نمایندگان آمریکا است که در ایالت مینه‌سوتا قرار دارد.